# Tucanet de Derby
El tucanet de Derby (Aulacorhynchus derbianus) és una espècie d'ocell de la família dels ramfàstids (Ramphastidae) que habita la selva humida de les muntanyes del sud de Veneçuela, adjacent nord del Brasil, oest de Guyana i vessants dels Andes a l'est de l'Equador, est del Perú i nord de Bolívia.